# Hosnik
Hosnik je naselje u Hrvatskoj u sastavu općine Skrada. Nalazi se u Primorsko-goranskoj županiji.

## Zemljopis
Jugozapadno su Rasohe, Trški Lazi i Bukovac Podvrški, sjeverozapadno je Belski Ravan, sjeveroistočno su Zahrt i Čučak, jugoistočno su Podslemeni Lazi, Gorani, Smišljak, Žrnovac i Sleme Skradsko.

## Stanovništvo
| broj stanovnika | 37    | 33    | 29    | 22    | 24    | 21    | 14    | 19    | 14    | 12    | 10    | 4     | 3     |       | 1     | 1     |       |
|                 | 1857. | 1869. | 1880. | 1890. | 1900. | 1910. | 1921. | 1931. | 1948. | 1953. | 1961. | 1971. | 1981. | 1991. | 2001. | 2011. | 2021. |